# Hydroptila lotensis
Hydroptila lotensis är en nattsländeart som beskrevs av Martin E. Mosely 1930. Hydroptila lotensis ingår i släktet Hydroptila och familjen smånattsländor. Enligt den finländska rödlistan är arten nära hotad i Finland. Arten är reproducerande i Sverige. Artens livsmiljö är forsar. Inga underarter finns listade i Catalogue of Life.